# Studený kout
Studený kout je přírodní památka poblíž obce Slatinky v okrese Prostějov. Území spravuje Krajský úřad Olomouckého kraje.

## Předmět ochrany
Důvodem ochrany je lokalita mravenišť mravence lesního (Formica rufa).

## Fotogalerie

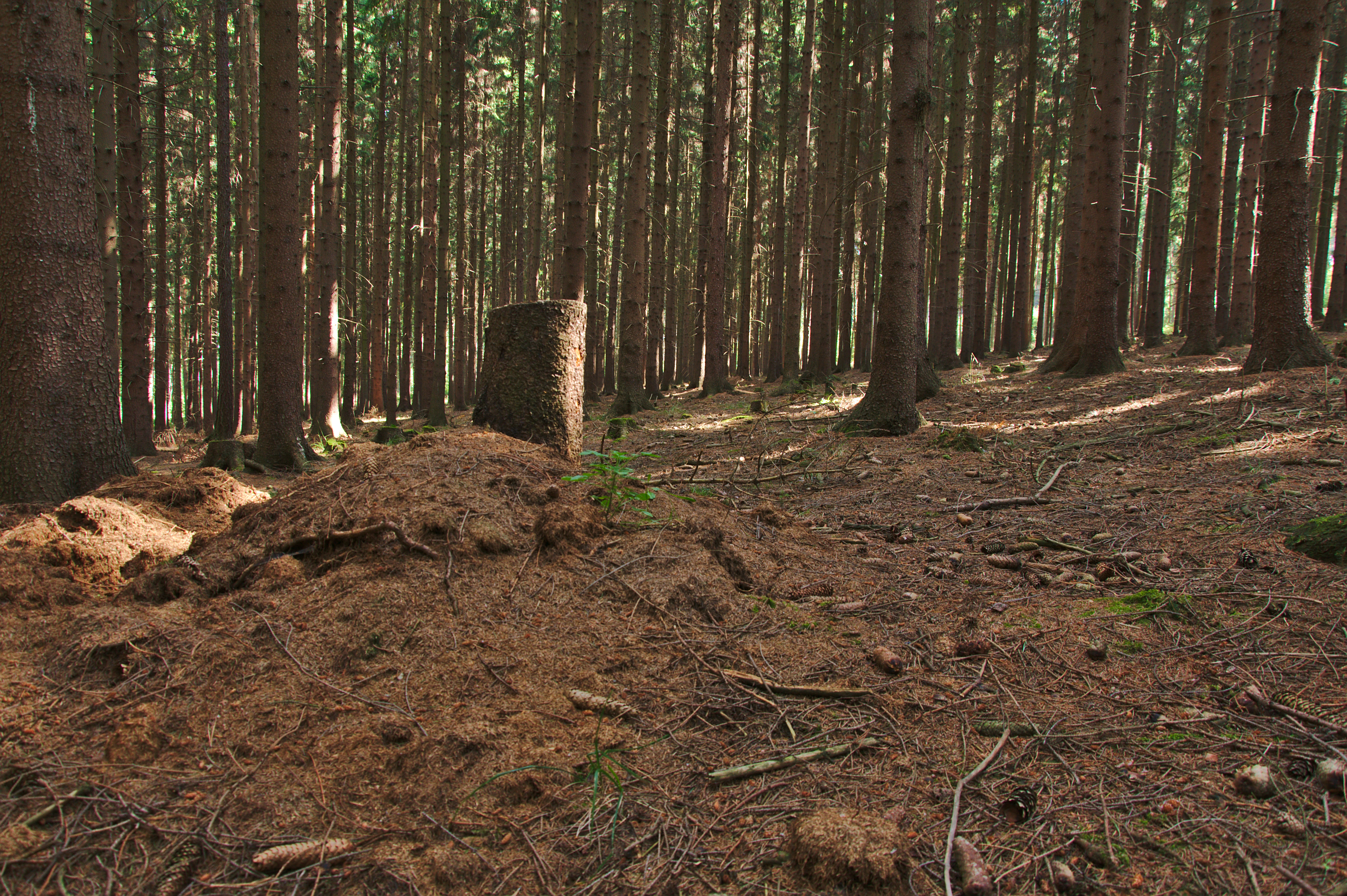
Jehličnatý lesní porost
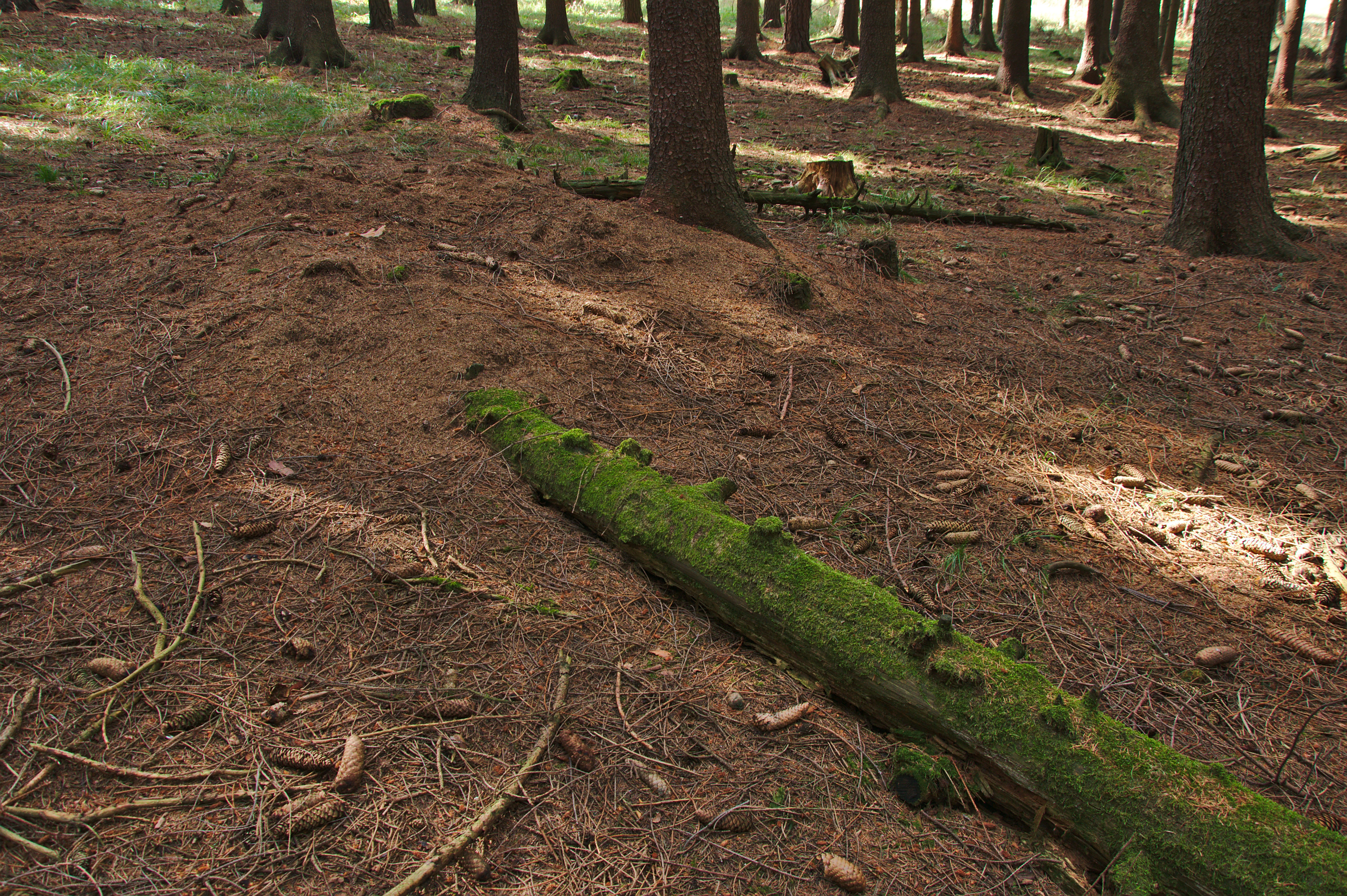
Mraveniště
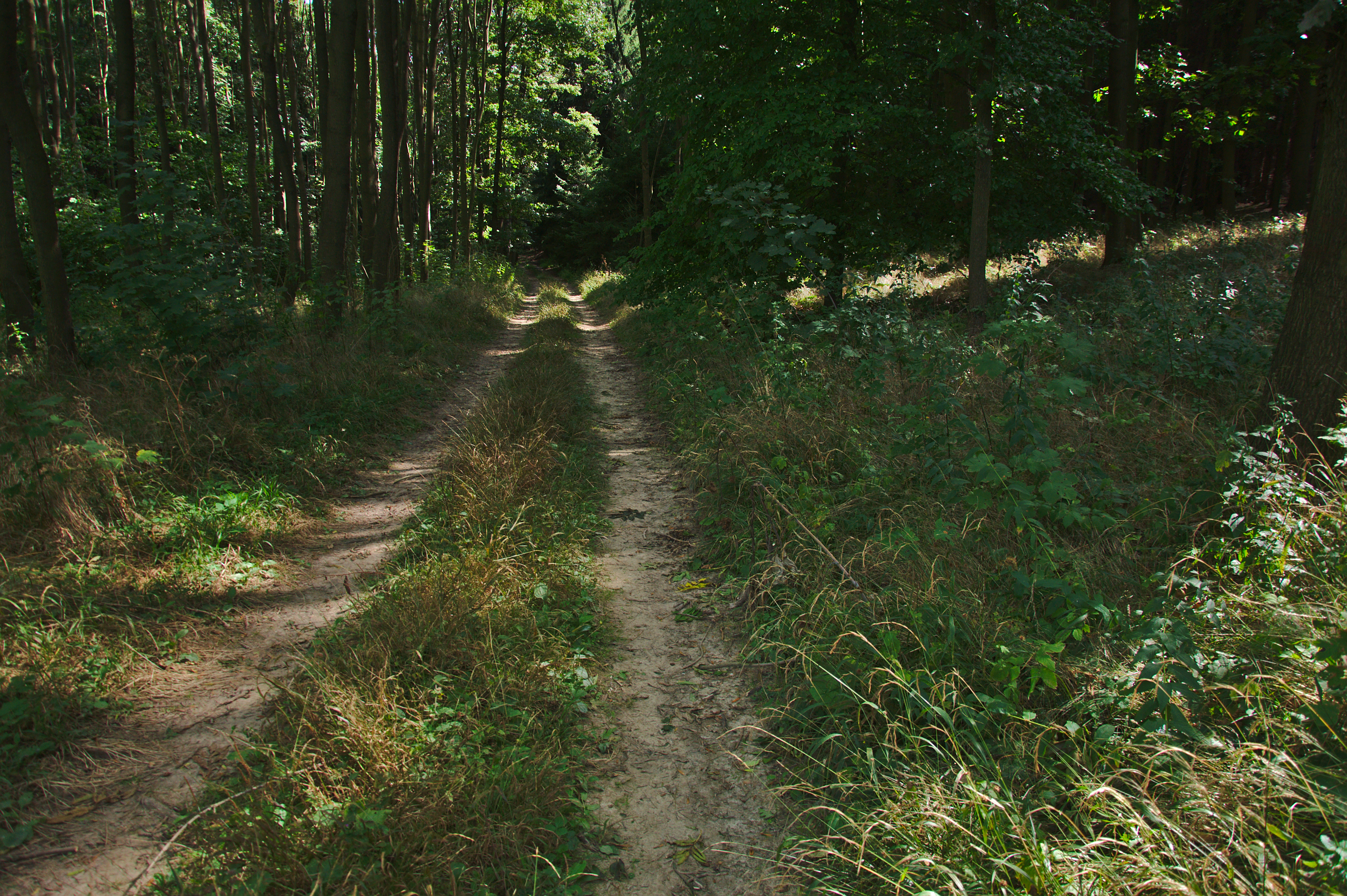
Cesta vedoucí po severním okraji
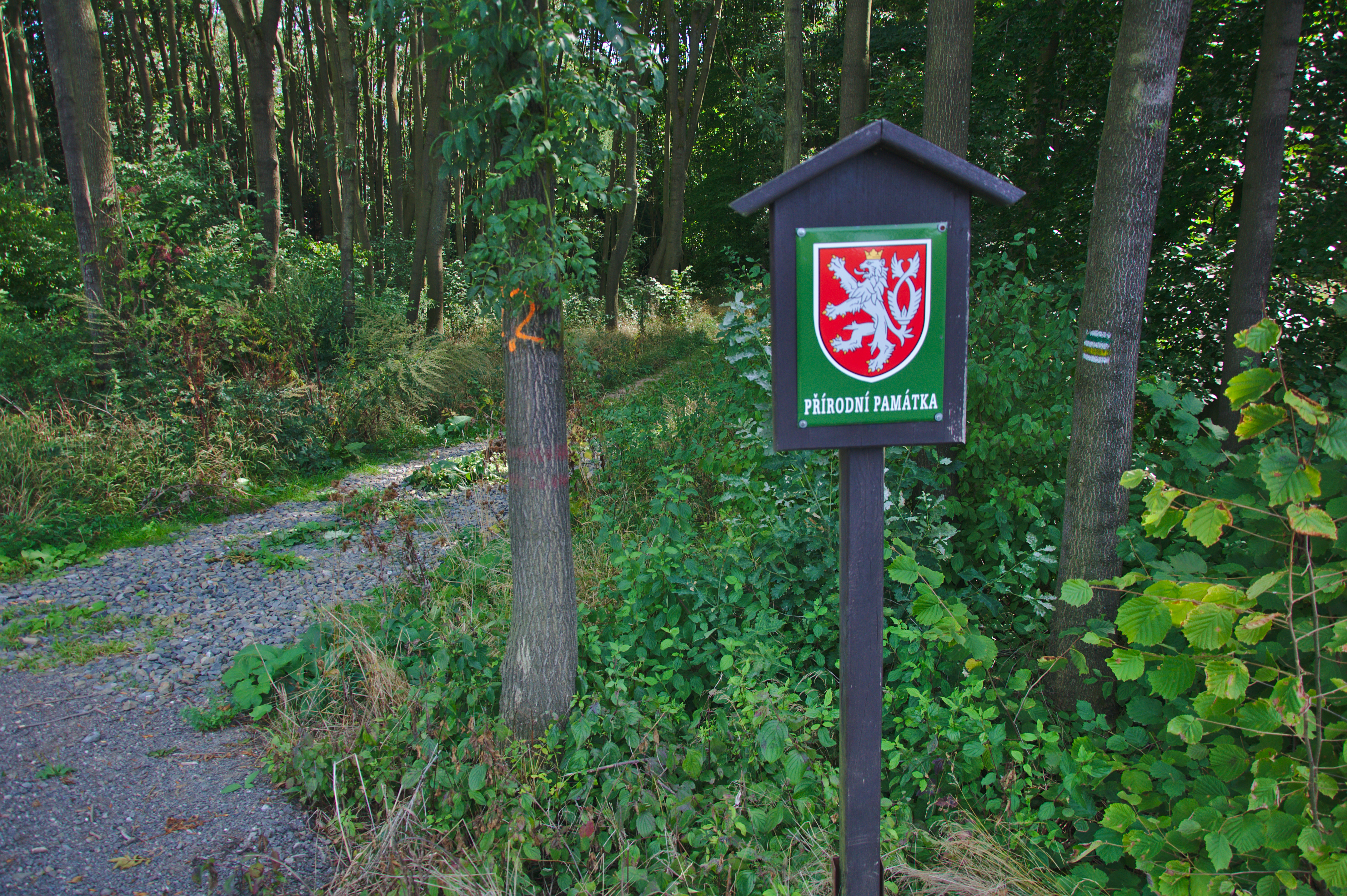
Cedule u cesty vedoucí na Kosíř